# 釣書
釣書（つりがき、つりしょ）は、縁談（お見合い）の時にお互いで取り交わす自己紹介（プロフィール）を載せた書面のこと。
身上書（しんじょうしょ）と、同義語である。

## 概要
縁談の時には、他に家族書､家系図という書面も取り交わすことが多いが、近年は釣書の中に含まれる場合が多い。元々は関西以西で使われている言葉。